# Skandinavisk selskab
Skandinavisk selskab i Köpenhamn stiftades i september 1843, som en följd av första nordiska studentmötet i Uppsala samma år, "för att främja den andliga förbindelsen mellan de skandinaviska folken". Dess ordförande var H. N. Clausen. Det omfattade en mycket stor del av Danmarks andliga krafter och verkade genom föredrag, småskrifter och samkväm för att stärka idén om Nordens enhet. Sällskapet upplöstes 1856.